# Liste de ponts de l'Essonne
Cette page recense les ponts de l'Essonne en fonction de leur longueur et d'après leur intérêt architectural ou historique.

## Ponts de longueur supérieure à 100 m
Les ouvrages de longueur totale supérieure à 100 m du département de l’Essonne sont classés ci-après par gestionnaires de voies.

### Routes nationales
- N 104 (Francilienne) au-dessus de la Seine

## Ponts de longueur comprise entre 50 m et 100 m
Les ouvrages de longueur totale comprise entre 50 et 100 m du département de l’Essonne sont classés ci-après par gestionnaires de voies.

## Ponts présentant un intérêt architectural ou historique
Les ponts de l’Essonne inscrits à l’inventaire national des monuments historiques sont recensés ci-après.
- Pont de chemin de fer - Athis-Mons - XIXe siècle ; XXe siècle
- Viaduc des Fauvettes - Gometz-le-Châtel / Bures-sur-Yvette - XXe siècle
- Pont de chemin de fer du réseau PLM dit Pont de Lyon - Athis-Mons - XIXe siècle ; XXe siècle
- Pont sur la Seine à la hauteur d'Athis-Mons - Athis-Mons - XIXe siècle
- Pont sur l'Orge - Athis-Mons - XVIIe siècle ; XXe siècle
- Pont sur la Sallemouille - Linas - XVIIe siècle ; XXe siècle
- Vieux pont de Balizy ou pont des Templiers - Longjumeau - XIIIe siècle
- Pont - Verrières-le-Buisson - XVIIIe siècle ; XIXe siècle

## Sources
Base de données Mérimée du ministère de la Culture et de la Communication.